# Clear Air Turbulence
| Recensione    | Giudizio     |
| ------------- | ------------ |
| AllMusic      |              |
| Prog Archives |              |
| Progsphere    | (favorevole) |

Clear Air Turbulence è il secondo album in studio del gruppo jazz rock britannico Ian Gillan Band, pubblicato nel 1977 con la copertina realizzata da Chris Foss. Il disco è stato realizzato tra luglio e settembre nel 1976. Fu promosso da un tour nel Regno Unito, anche se tutte le date furono cancellate fino all'aprile 1977 in modo che il nuovo album potesse essere registrato e remixato al Kingsway Recorders di Londra.
L'album è stato ristampato nel 1989 da Virgin Records su CD e nel 2010 da Edsel Records.

## Accoglienza
Al tempo, Clear Air Turbulence non fu considerato abbastanza rock dai fan dei Deep Purple, più conservatori, e nemmeno dai devoti della fusion, per i quali era probabilmente troppo poco orientato verso il jazz, e fu probabilmente sfavorito dalla nascente scena punk, che vedeva con disinteresse la scena hard rock d'inizio decennio. Il complesso vedeva coinvolti musicisti d'esperienza ed affermati, con interessi che andavano ben oltre l'hard rock convenzionale: John Gustafson era stato dentro ai Quartermass e nei Roxy Music, Mark Nauseef negli Elf e nell'ultima incarnazione dei Velvet Underground e Ray Fenwick era un veterano dello Spencer Davis Group. L'unico musicista non affermato era il nuovo ingresso, Colin Towns, che si dimostrò essere uno dei talenti musicali e compositivi di maggiore importanza fino alla fine della seconda incarnazione della band nel 1982. Inoltre, secondo quanto riporta Stephen Thomas Erlewine su AllMusic, "Gillan non si era mai sentito completamente a proprio agio all'interno della prima incarnazione della Ian Gillan Band". Gillan non era del tutto avverso al progressive rock, e poiché questo era pur sempre il progetto di una band e non un progetto solista, il sound era maggiormente definito membri della IGB, orientati verso il progressive, e l'hard rock del cantante sfuma spesso in territori funky e passaggi dal sapore jazz-fusion. Il successivo album, Scarabus, fu maggiormente orientato verso sonorità più asciutte ed hard rock ed il suo insuccesso stabilì la fine della Ian Gillan Band e la futura conversione in progetto solista, Gillan, più schiettamente hard-rock. 
Tuttavia, in molte recensioni retrospettive, Clear Air Turbulence è stato recensito ottimamente, in particolare per le capacità tecniche dei musicisti e lo stato di grazia della voce di Gillan. Alex Henderson lo ha descritto come "il tentativo più sperimentale della band" e lo definisce "piacevole, sebbene irregolare", e paragona "Over The Hill" ad una sorta di connubio musicale tra Chick Corea ed i Deep Purple.
Su ProgArchives, Raff scrive che "la band è eccitante e mostra un sacco di talento musicale e creatività", mentre" il nuovo ingresso Colin Towns rappresenta il vero asso della manica del disco", mentre Tom Ozric scrive che la performance di Towns è "da urlo". A proposito dell'indifferenza del pubblico, Raff aggiunge:  "uno degli aspetti tristi del mondo della musica è che, troppo spesso, i musicisti sono più pronti a sperimentare nuove strade rispetto ai loro fan".
In una recensione del 2012, Raffaella Berry scrive che "Dopo circa trent'anni, comunque, è giunto il momento che sia riconosciuto come tentativo avventuroso, stimolante, alla soglia di un capolavoro inosservato".

## The Rockfield Mixes
Ian Gillan divenne insoddisfatto del mix finale dell'album e questo ne ritardò l'uscita. Quello che alla fine divenne l'album Clear Air Turbulence è stato remixato a Kingsway prima dell'uscita, ma il mix originale fu eseguito in Galles, presso i Rockfield Studios in Galles.  Nel 1997 il mix originale fu pubblicato dalla Angel Air Records con il titolo The Rockfield Mixes e rappresenta una versione "più pulita" (o perlomeno precedente) dell'album. Contiene anche una traccia extra che non è arrivata alla versione originale. L'elenco dei brani è stato modificato come segue:
1. Over The Hill – 7:20
2. Clear Air Turbulence – 7:47
3. Five Moons – 7:34
4. Money Lender – 5:40
5. Angel Manchenio – 7:21
6. This Is The Way – 2:03
7. Goodhand Liza – 5:20

## The Rockfield Mixes Plus
Nel 2004 è stata pubblicata un'ulteriore variante dell'album come The Rockfield Mixes Plus contenente quattro brani inediti ed un'intervista con Ray Fenwick. Le tracce extra erano:
- "Apathy" (backing track) - 4:14
- "Over the Hill" (live) - 9:50
- "Smoke on the Water" (live) - 7:38
- "Mercury High" (backing track) - 3:33

## Tracce
- Tutti i brani sono stati scritti da Ray Fenwick, Ian Gillan, John Gustafson, Mark Nauseef, Colin Towns .

Lato 1
1. "Clear Air Turbulence" - 7:35
2. "Five Moons" - 7:30
3. "Money Lender" - 5:38

Lato 2
1. "Over The Hill" - 7:14
2. "Goodhand Liza" - 5:24
3. "Angel Manchenio" - 7:17

## Formazione
Ian Gillan Band
- Ian Gillan - voce
- Colin Towns - tastiere (Fender Rhodes, Clavinet, ARP 2600 Synthesiser) e flauti
- Ray Fenwick - chitarre e voce
- John Gustafson - basso e voce
- Mark Nauseef - batteria e percussioni

Musicisti aggiuntivi
- Phil Kersie - sassofono tenore su "Five Moons"
- Martin Firth - sassofono baritono
- John Huckridge - trombe
- Derek Healey - trombe
- Malcolm Griffiths - trombone